# Antônio Gonçalves Pereira de Sá Peixoto
Antônio Gonçalves Pereira de Sá Peixoto (Rio de Janeiro no dia 27 de fevereiro de 1869 - 17 de abril de 1948) foi advogado,  senador do Brasil durante a República Velha também designada como Primeira República), representando também o estado do Amazonas com deputado federal.

## Biografia
Foi filho do abastado negociante Antonio Pereira de Sá Peixoto e de sua mulher Maria Gonçalves Peixoto de nacionalidade portuguesa.
Radicou-se em Manaus ainda no fim do século XIX, aí contraindo núpcias com Eudóxia Moreira, filha de ilustre família local. Gerou numerosa prole de filhos legítimos e outros tantos ilegítimos segundo os ditames da época. Brilhante advogado, fez carreira vertiginosa, tendo sido delegado de polícia, deputado e senador membro da comissão dos 21, famoso grupo criado para elaborar o primeiro esboço do Código Civil de 1916 que vigeu por todo o restante do século XX. Ingressou na magistratura, tendo alcançado por dois períodos a presidência do Tribunal de Justiça do Estado do Amazonas e vindo a aposentar-se como desembargador. Foi alto membro da maçonaria e fundador de várias lojas maçónicas na capital e no interior do Amazonas. 